# Alessandro Cesati
Alessandro Cesati, kallad Greco, var en medaljgravör, verksam i Italien och död i början av 1500-talet.
Cesati var en framstående kaméskärare och myntpräglare, som arbetade för furstar och påvar och inom sitt område införde flera tekniska nyheter.